# Vârtoape
Vârtoape est une commune du județ de Teleorman en Roumanie.